# Nycteola mesoplaga
Nycteola mesoplaga är en fjärilsart som beskrevs av George Francis Hampson 1905. Nycteola mesoplaga ingår i släktet Nycteola och familjen trågspinnare. Inga underarter finns listade i Catalogue of Life.